# Сан-Исидро (Буэнос-Айрес)
Сан-Исидро (исп. San Isidro) ― город в Большом Буэнос-Айресе. Он расположен в 27,9 км от автономного города Буэнос-Айрес. Город считается самым богатым районом провинции.
Центр Сан-Исидро ― исторический район с мощеными улицами и старыми одноэтажными домами. В самом сердце площади Митре находится неоготический собор Сан-Исидро, построенный в 1898 году. На наклонной площади, где недавно открылся Музей регби, проходит ярмарка антиквариата и ремесел. Площадь ведет вниз к Рио-де-ла-Плата, где парк популярен среди любителей мате и туристов. Город также известен как Национальная столица регби, являющаяся колыбелью многих важных игроков и принимающей дерби национального союза регби между КАСИ и Сан-Исидро.
Сан-Исидро обслуживается двумя железнодорожными линиями: линией Митре и поездом Трен-де-ла-Коста (Поезд побережья). Последняя станция представляет собой старинное здание 1891 года, спроектированное в стиле британских вокзалов. На территории комплекса также находятся торговый пассаж, кинотеатр и рестораны. Станция расположена всего в 200 метрах от собора Сан-Исидро.
Многие большие дома окружают исторический центр и тянутся вдоль реки. Самым старым является Дом генерала Пуэйрредона, построенный в 1790 году Хуаном Мартином де Пуэйрредоном и расширенный его сыном Прилидиано Пуэйрредоном. Дом с его старым гигантским деревом Прозопис, под которым Пуэйрредон и Сан-Мартин обсуждали независимость, является национальным историческим памятником и в нем находится муниципальный исторический музей Сан-Исидро. Дом писательницы Виктории Окампо, вилла Окампо, принадлежит ЮНЕСКО и открыта для публики.
Ипподром Сан-Исидро является одним из самых важных ипподромов Аргентины и занимает большую часть территории, удаленной от города. Построенный в поразительном архитектурном стиле 1930-х годов, ипподром пережил трудные времена после экономических кризисов конца 20-го и начала 21-го веков.
В 2007 году Сан-Исидро отпраздновал свое 300-летие, устроив различные торжества на Ипподроме и в других местах. Поселение было впервые зарегистрировано в 1784 году как Алькальдия-де-ла-Эрмандад и получило статус муниципалитета провинции в 1850 году. 

## Галерея

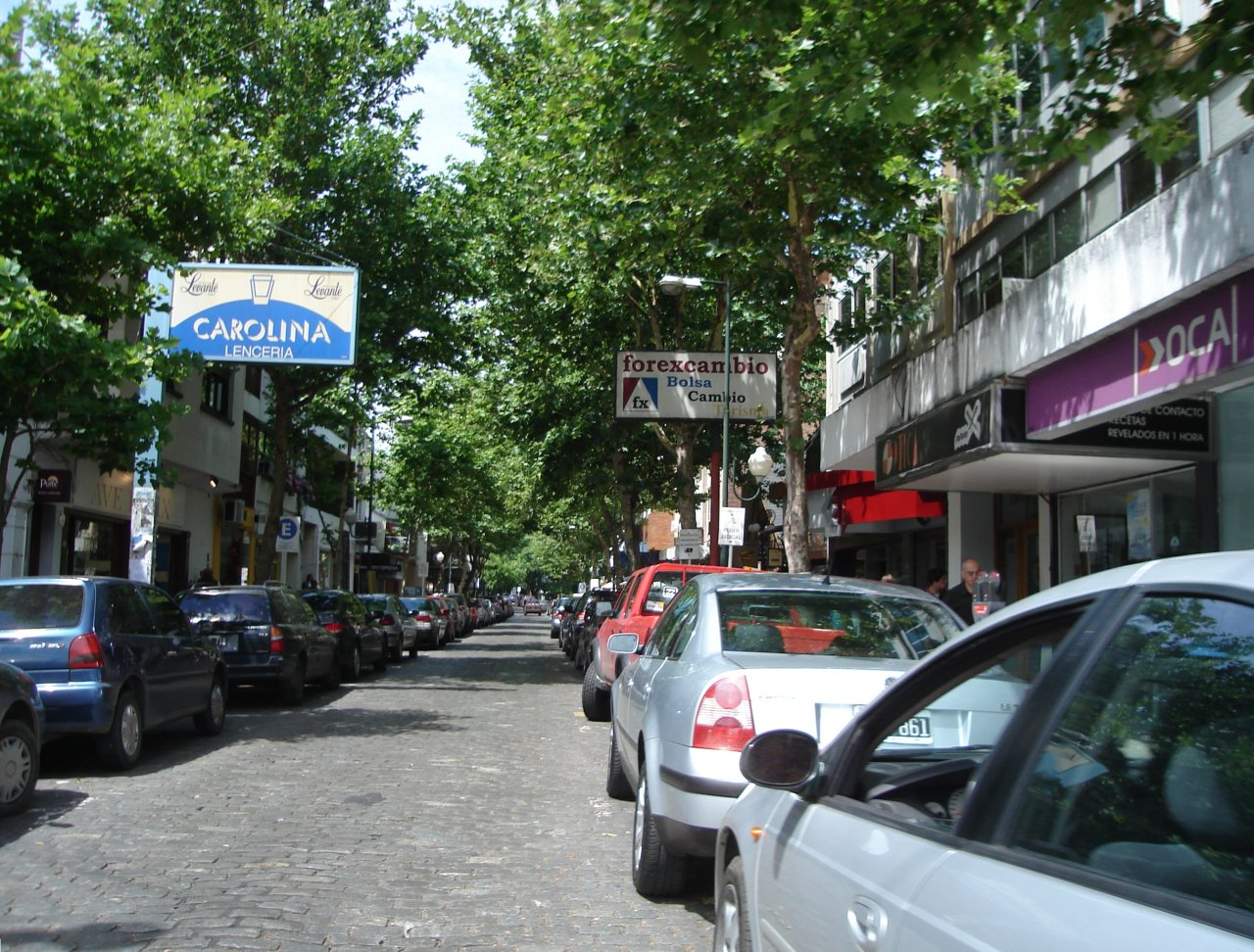
Улица 9 Июля, Сан-Исидро
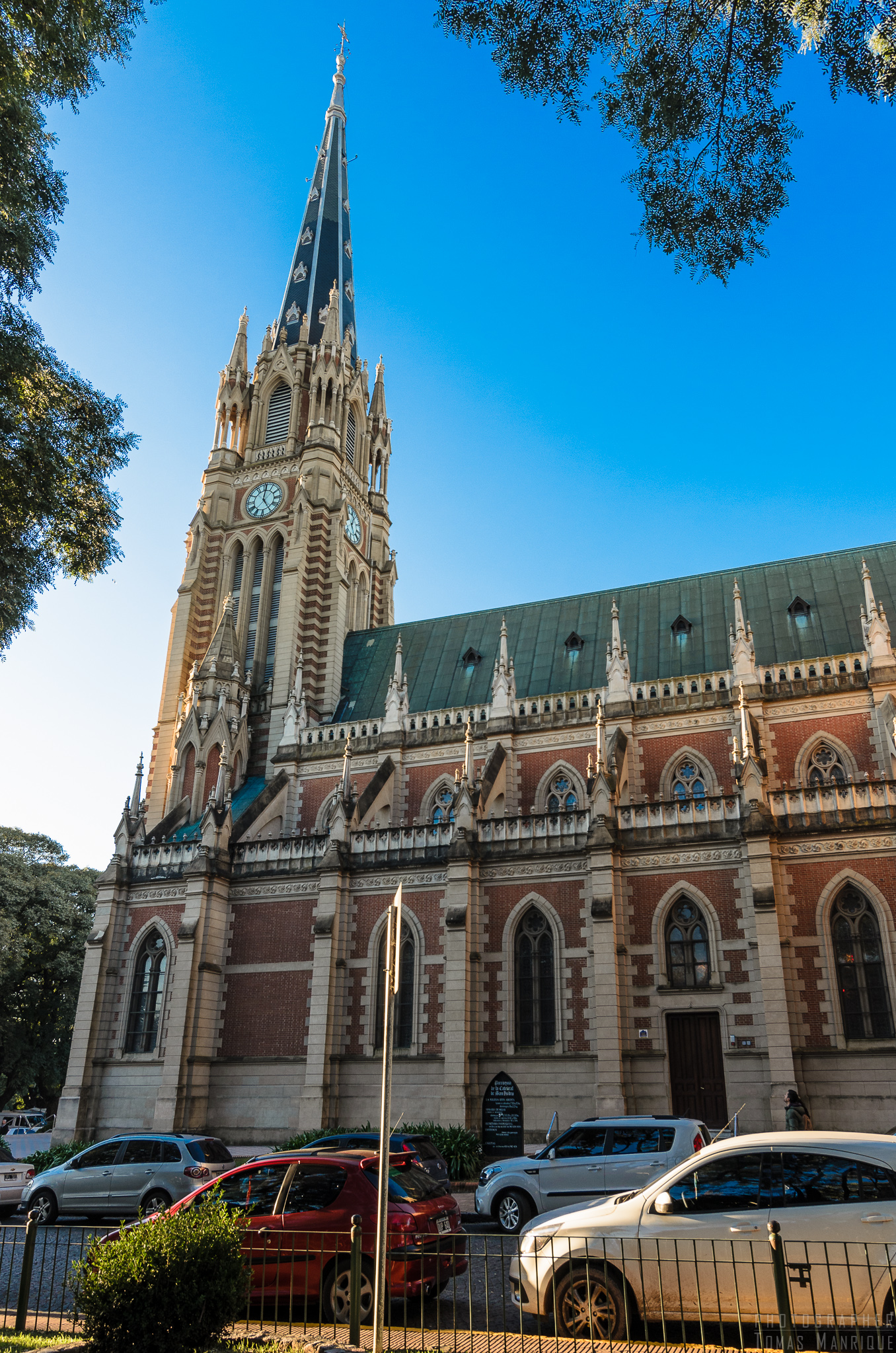
Собор Сан-Исидро
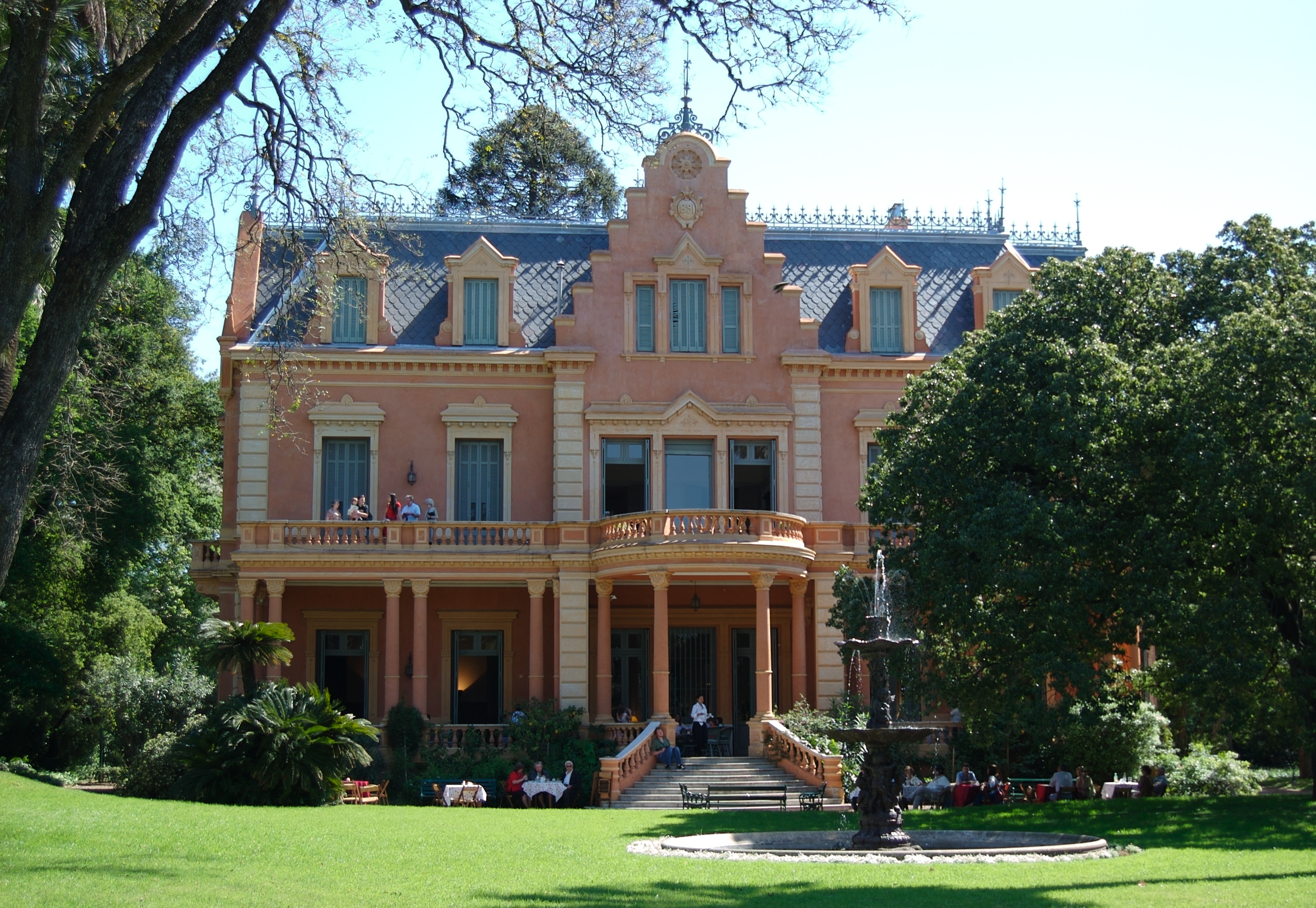
Вилла Окампо, бывший дом критика и издателя Виктории Окампо
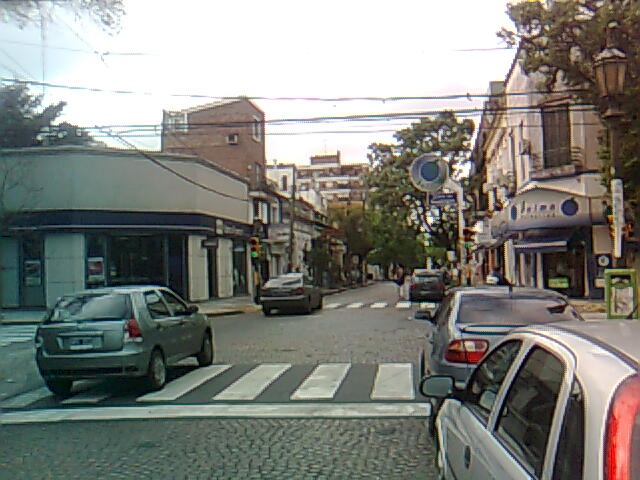
Улица 25 Мая
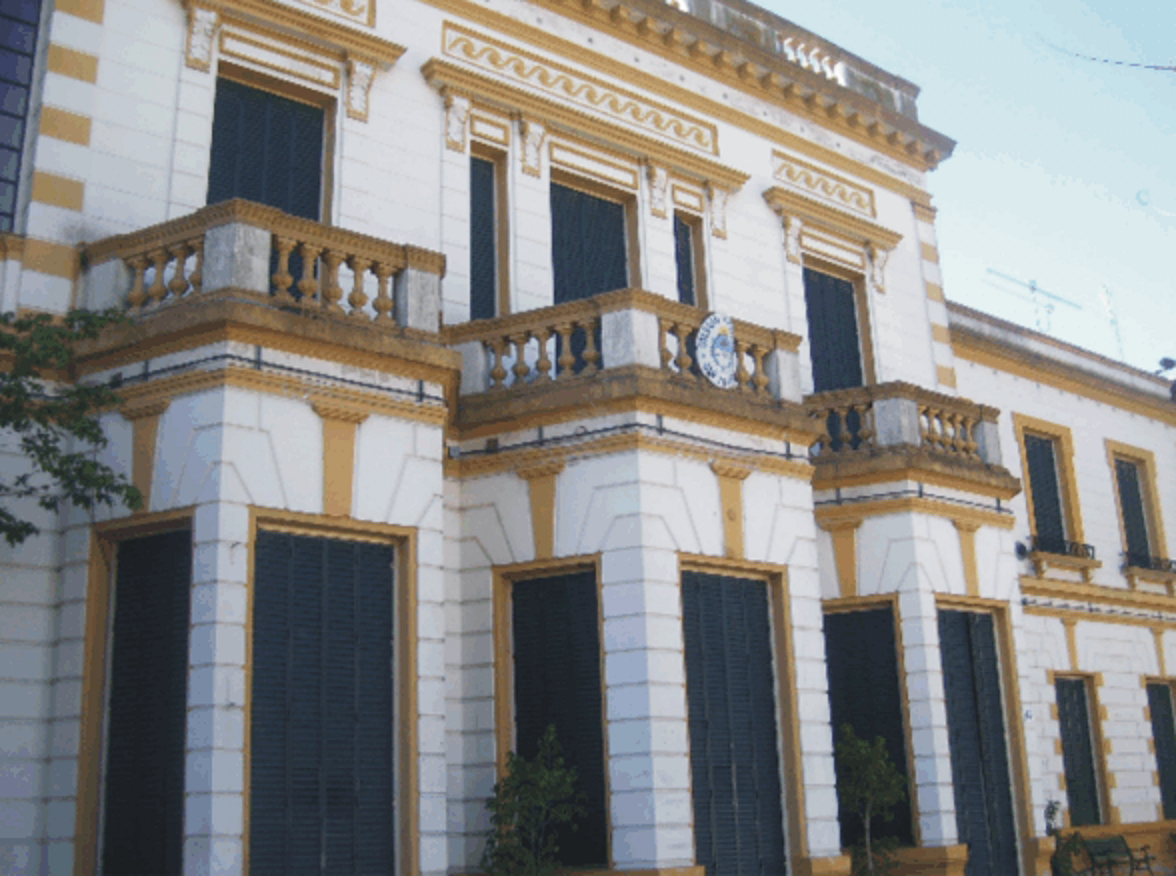
Национальная средняя школа Сан-Исидро
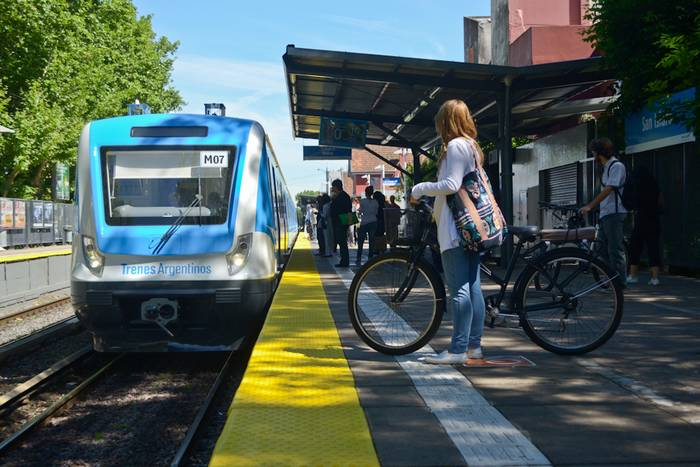
Линия Митра, станция Сан-Исидро (не путать со станцией Сан-Исидро R)
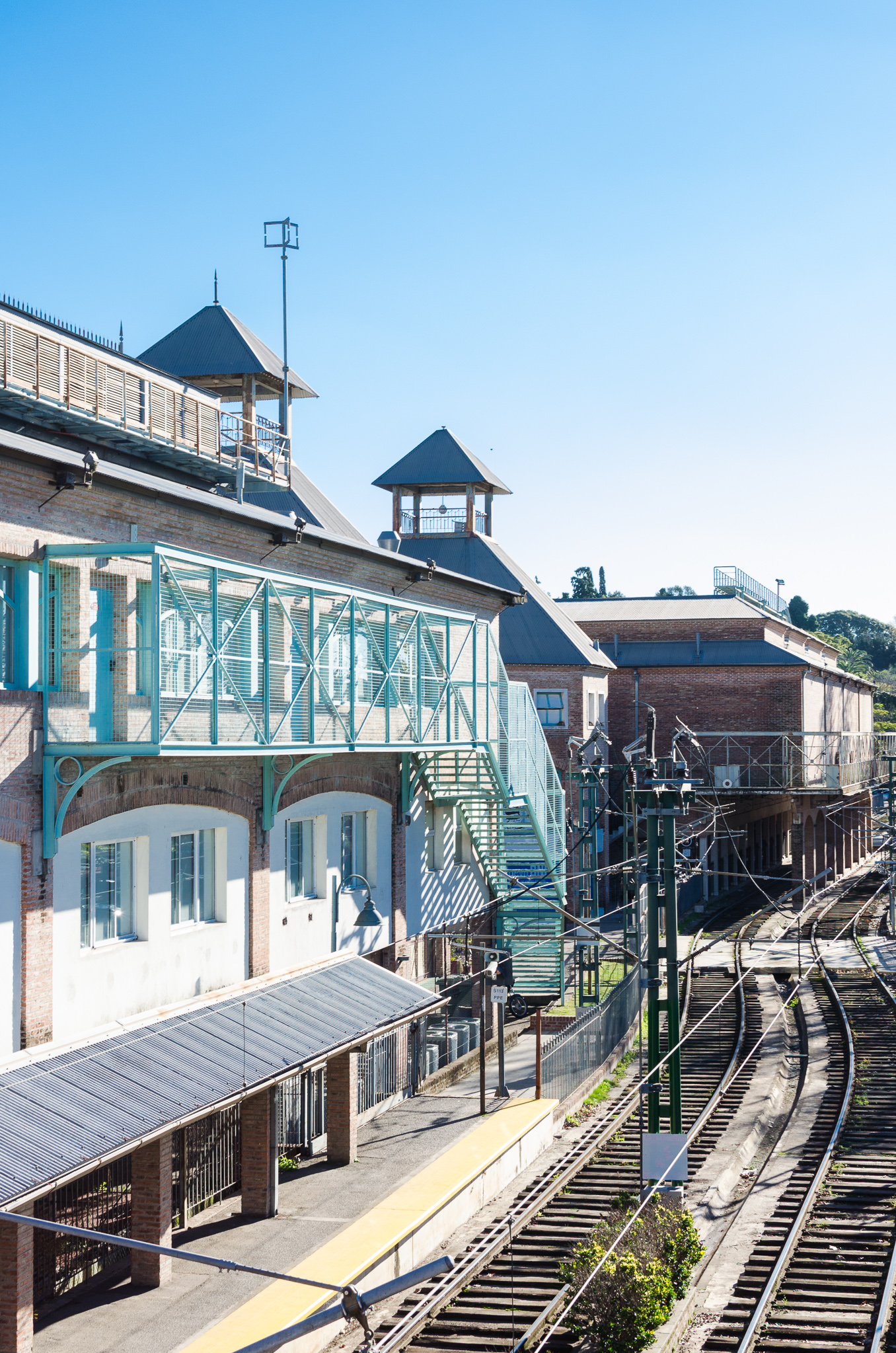
Линия Трен-де-ла-Коста, станция Сан-Исидро R
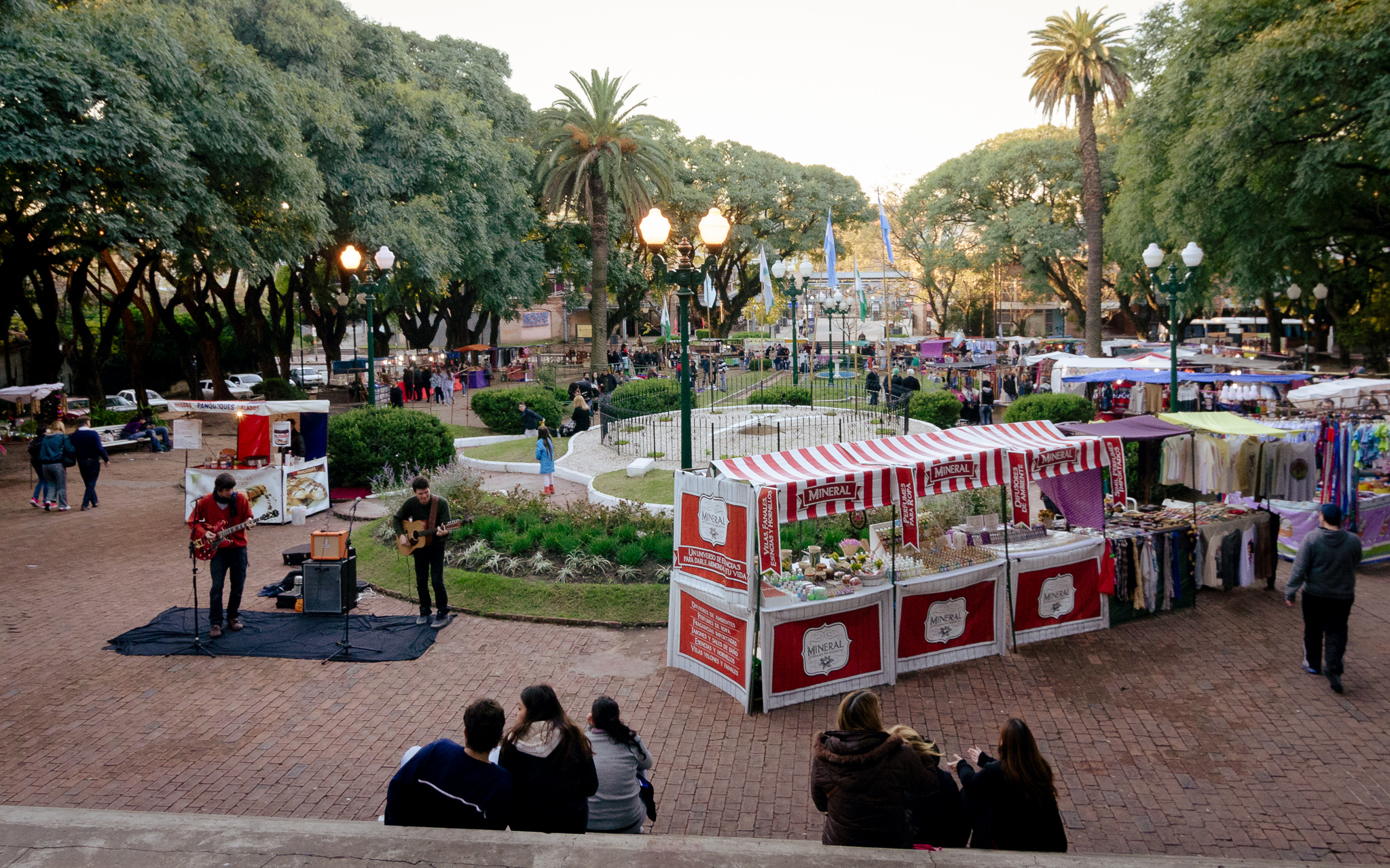
Художественная ярмарка, Сан-Исидро